# Ada-Kaleh

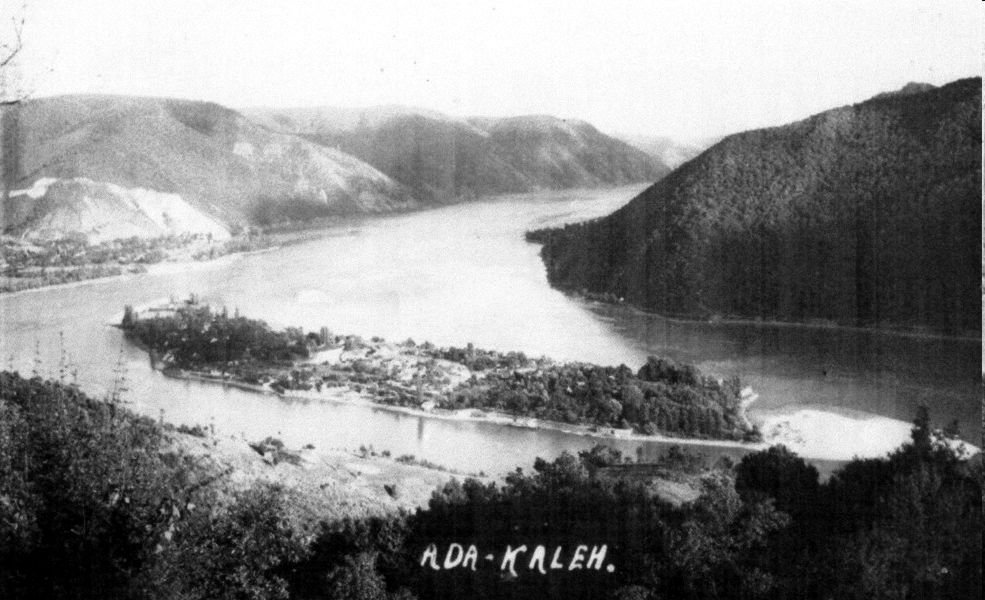
Ada-Kaleh

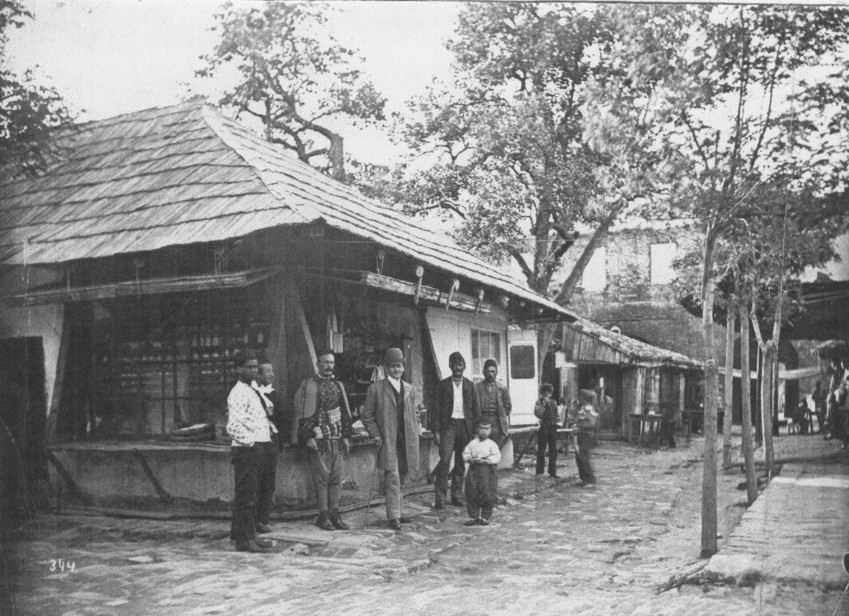
Bazar na Ada-Kaleh

Ada-Kaleh (tur. „Wyspa-Twierdza”; także „Wyspa Karoliny”, Neu-Orschowa) – nieistniejąca dziś mała wyspa rzeczna na Dunaju, w Żelaznej Bramie, 3 km na wschód od rumuńskiego miasta Orszowa.

## Charakterystyka
Długość wyspy wynosiła 1,75 km, szerokość – 0,4–0,5 km, wysokość – 48 m n.p.m. Wyspa była zbudowana z naniesionych przez nurt Dunaju piasków i żwirów. Dzięki łagodnemu klimatowi i urodzajnej glebie była pokryta bujną roślinnością typu śródziemnomorskiego. Na wyspie istniała twierdza z dobrze zachowanymi obwarowaniami. Wewnątrz i wokół murów leżało niewielkie, niezwykle malownicze osiedle o orientalnym charakterze, z meczetem (zbudowanym w 1903 na miejscu wcześniejszego klasztoru franciszkanów) i z cerkwią. Zamieszkiwało je około tysiąca osób, w większości Turków, ale także Arabów, Albańczyków, Bułgarów, Kurdów i Serbów. Ludność wyspy była w przeważającej większości muzułmańska, w kontraście z prawosławnym sąsiedztwem. Wyspa słynęła z uprawy róż, z których produkowano olejek, oraz z uprawy owoców południowych, z których robiono konfitury.

## Dzieje
Już w starożytności o Ada-Kaleh wspominał Herodot jako o Cyraunis. Na początku naszej ery istniał na wyspie rzymski obóz wojskowy. Wraz z sąsiadującymi terenami Bałkanów wyspa znalazła się w XV wieku w granicach imperium osmańskiego.
W czasach nowożytnych, zwłaszcza podczas wojen austriacko-tureckich, wyspa miała urozmaiconą historię polityczną. W 1689, podczas V wojny austriacko-tureckiej, wyspę zajęły wojska habsburskie, które nadały jej nazwę Neu-Orschowa i zbudowały na niej pierwszą twierdzę. W 1691 Turcy przy pomocy Węgrów z Siedmiogrodu zajęli wyspę i zburzyli twierdzę. W 1692 Austriacy odzyskali wyspę i ponownie wznieśli na niej twierdzę, jednak po pokoju karłowickim w 1699 Ada-Kaleh wróciła do Turcji. Podczas VI wojny austriacko-tureckiej latach 1716–1718 wyspę zdobyli Austriacy, którzy zaczęli rozbudowę twierdzy, stanowiącej w XVIII wieku jedną z najnowocześniejszych fortyfikacji na Bałkanach. Prac jednak nie ukończyli, bo podczas kolejnej wojny w 1738 twierdzę po czteromiesięcznym oblężeniu zdobyli Turcy. Władzę turecką potwierdził pokój w Belgradzie w 1739. Podczas ostatniej wojny austriacko-tureckiej w 1789 wyspę zdobyli Austriacy, jednak kończący tę wojnę pokój w Swisztowie w 1791 pozostawił wyspę w granicach imperium osmańskiego.
W XIX wieku Ada-Kaleh utraciła znaczenie militarne. Podczas VII wojny turecko-rosyjskiej (1806–1812) wyspę ograbiły wojska rosyjskie. W 1849 Ada-Kaleh stała się schronieniem dla niektórych przywódców węgierskiej Wiosny Ludów.
Przynależność wyspy do Turcji została pośrednio potwierdzona przez traktat berliński w 1878, który pominął wyspę przy podziale europejskich ziem Turcji. W efekcie Ada-Kaleh pozostała turecką enklawą między Rumunią a Serbią, pod wojskową okupacją Austro-Węgier. Po wycofaniu się wojsk austro-węgierskich w 1885 mieszkańcy wyspy znaleźli się w bardzo uprzywilejowanej sytuacji – byli wolni od ceł i podatków oraz od obowiązku służby wojskowej. Na wyspie powstał wolnocłowy port, a mieszkańcy zajęli się handlem i przemytem.
Po zakończeniu I wojny światowej i upadku imperiów habsburskiego i osmańskiego w 1923 Ada-Kaleh została włączona do Rumunii i utraciła swój wyjątkowy status. Jednak ze względu na zabytkowe fortyfikacje, egzotyczny charakter i bogatą historię na wyspie rozkwitła turystyka – w 1931 gościł tam m.in. król Rumunii Karol II.
Wyspa zniknęła z powierzchni ziemi w 1971, po całkowitym napełnieniu sztucznego jeziora w Żelaznej Bramie. Mieszkańcy mieli zostać przesiedleni na rumuńską wyspę Șimian na Dunaju, gdzie zbudowano replikę osiedla i twierdzy, ale ostatecznie nie doszło do tego. Większość została osiedlona w muzułmańskich miejscowościach w rumuńskiej Dobrudży, a część z nich wyjechała do Turcji.

## Ada-Kaleh w kulturze
Ada-Kaleh występuje jako „Niczyja Wyspa” w powieści Maurycego Jokaia „Złoty człowiek” (Az arany ember) z 1872. Stanowi tam symbol odległego spokoju i piękna przeciwstawiony realnemu otoczeniu.
Wyspę opisał Patrick Leigh Fermor w Between the Woods and the Water. On Foot to Constantinople: the Middle Danube to Iron Gates wyd. 1986 John Murray, Londyn.